# Сідар-Гілл (Техас)
Сідар-Гілл (англ. Cedar Hill) — місто (англ. city) в США, в округах Даллас і Елліс штату Техас. Населення — 49 148 осіб (2020).

## Географія
Сідар-Гілл розташований за координатами 32°35′4″ пн. ш. 96°57′32″ зх. д. / 32.58444° пн. ш. 96.95889° зх. д. (32.584460, -96.958860).  За даними Бюро перепису населення США в 2010 році місто мало площу 93,01 км², з яких 92,77 км² — суходіл та 0,25 км² — водойми.

## Демографія
Згідно з переписом 2010 року, у місті мешкало 45 028 осіб у 15 506 домогосподарствах у складі 11 881 родини. Густота населення становила 484 особи/км².  Було 16338 помешкань (176/км²).
Расовий склад населення:
| - 51,9 % — чорних або афроамериканців - 35,4 % — білих - 2,0 % — азіатів - 0,5 % — корінних американців - 0,1 % — вихідців з тихоокеанських островів - 7,4 % — осіб інших рас |

До двох чи більше рас належало 2,8 %. Частка іспаномовних становила 18,7 % від усіх жителів.
За віковим діапазоном населення розподілялося таким чином: 30,1 % — особи молодші 18 років, 62,8 % — особи у віці 18—64 років, 7,1 % — особи у віці 65 років та старші. Медіана віку мешканця становила 34,1 року. На 100 осіб жіночої статі у місті припадало 87,6 чоловіків;  на 100 жінок у віці від 18 років та старших — 81,4 чоловіків також старших 18 років.
Середній дохід на одне домашнє господарство  становив 78 881 долар США (медіана — 67 669), а середній дохід на одну сім'ю — 88 529 доларів (медіана — 77 028). Медіана доходів становила 50 021 долар для чоловіків та 45 630 доларів для жінок. За межею бідності перебувало 11,8 % осіб, у тому числі 17,3 % дітей у віці до 18 років та 9,1 % осіб у віці 65 років та старших.
Цивільне працевлаштоване населення становило 23 316 осіб. Основні галузі зайнятості: освіта, охорона здоров'я та соціальна допомога — 25,4 %, роздрібна торгівля — 10,7 %, фінанси, страхування та нерухомість — 10,5 %.